# .gh
.gh je vrhovna internetska domena (country code top-level domain - ccTLD) za Ganu. Domenom upravlja Mrežni informacijski centar Gane.

## Vanjske poveznice
- IANA .gh whois informacija  Arhivirana inačica izvorne stranice od 19. travnja 2006. (Wayback Machine)